# Alberto Garzón
Alberto Carlos Garzón Espinosa (ur. 9 października 1985 w Logroño) – hiszpański polityk, działacz komunistyczny, lider Zjednoczonej Lewicy (IU), poseł do Kongresu Deputowanych, w latach 2020–2023 minister ds. konsumentów.

## Życiorys
Ukończył ekonomię na Universidad de Málaga, odbył studia podyplomowe na Uniwersytecie Complutense w Madrycie. Został działaczem młodzieżówki Komunistycznej Partii Hiszpanii i federacyjnej Zjednoczonej Lewicy (wszedł w skład sekretariatu krajowego IU), a także aktywistą inicjatywy ATTAC.
W 2011 po raz pierwszy wybrany w skład niższej izby Kortezów Generalnych. W 2015 został kandydatem komunistów na urząd premiera. W wyborach w tymże roku jako jeden z dwóch przedstawicieli IU wszedł w skład Kongresu Deputowanych. W 2016 powołany na koordynatora generalnego Zjednoczonej Lewicy. W przedterminowych wyborach w tym samym roku jego ugrupowanie współtworzyło koalicję wyborczą z Podemos, a Alberto Garzón z powodzeniem ubiegał się o reelekcję. Mandat poselski utrzymywał także w wyborach w kwietniu 2019 i listopadzie 2019.
W styczniu 2020 objął urząd ministra do spraw konsumentów w drugim rządzie Pedra Sáncheza. W listopadzie 2023 zrezygnował ze stanowiska koordynatora generalnego IU. W tym samym miesiącu zakończył pełnienie funkcji rządowej.